# David du Bose Gaillard
David DuBose Gaillard (1859–1913) était un ingénieur du Corps du génie de l'armée des États-Unis, sélectionné par l'ingénieur en chef George Washington Goethals pour la construction du canal de Panama.

## Biographie
Il naît à Fulton Crossroads, en Caroline du Sud le 4 septembre 1859, fils de Samuel Isaac Gaillard et de Susan Richardson DuBose.
En 1880, il entre à l'Académie militaire de West Point et en sort diplômé en 1884, le 5e de sa promotion.
Sa fonction d'ingénieur l'amène à voyager beaucoup : Willets Point, New York ; travail à la frontière internationale entre les États-Unis et le Mexique ; approvisionnement d'eau de Washington, D.C. ; Canal Portland en Alaska ; service d'état-major à Cuba.
En 1907, l'ingénieur en chef George Washington Goethals (sorti du même Corps du génie de l'armée des États-Unis) le choisit et le charge de la construction de la partie centrale du Canal.
Il meurt d'une tumeur du cerveau le 5 décembre 1913, quelques mois avant la fin de la construction du canal. La coupe Gaillard du canal de Panama porte son nom.